# Ursus
Az Ursus az emlősök (Mammalia) osztályának ragadozók (Carnivora) rendjébe és a medvefélék (Ursidae) családjába tartozó nem.

## Rendszerezésük
A nembe az alábbi  5 faj tartozik:
- fekete medve vagy baribál (Ursus americanus)
- barna medve (Ursus arctos)
- jegesmedve (Ursus maritimus)
- örvös medve (Ursus thibetanus)
- †barlangi medve (Ursus spelaeus) – kihalt